# Амара Траоре
Амара Траоре (фр. Amara Traoré, нар. 25 вересня 1965, Сен-Луї) — сенегальський футболіст, що грав на позиції нападника. По завершенні ігрової кар'єри — футбольний тренер. Наразі очолює тренерський штаб гвінейської команди «Калум Стар».
Виступав за низку французьких клубів, а також національну збірну Сенегалу, згодом очолював тренерський штаб національної збірної своєї країни.

## Клубна кар'єра
У дорослому футболі дебютував 1988 року виступами за команду клубу «Бастія», в якій провів два сезони, взявши участь у 54 матчах чемпіонату. Більшість часу, проведеного у складі «Бастії», був основним гравцем атакувальної ланки команди. У складі «Бастії» був одним з головних бомбардирів команди, маючи середню результативність на рівні 0,41 голу за гру першості.
Протягом 1990—1992 років захищав кольори команди клубу «Ле-Ман».
Своєю грою за останню команду привернув увагу представників тренерського штабу клубу «Геньон», до складу якого приєднався 1992 року. Відіграв за команду з Геньона наступні чотири сезони своєї ігрової кар'єри. Граючи у складі «Геньона» також здебільшого виходив на поле в основному складі команди. В новому клубі був серед найкращих голеодорів, відзначаючись забитим голом в середньому майже у кожній другій грі чемпіонату.
1996 року уклав контракт з «Мецом», у складі якого провів наступний рік своєї кар'єри гравця. Тренерським штабом нового клубу також розглядався як гравець «основи».
Протягом 1998—1998 років захищав кольори команди клубу «Шатору».
1998 року повернувся до клубу «Геньон», за який відіграв ще 5 сезонів. Продовжував регулярно забивати, в середньому 0,35 рази за кожен матч чемпіонату. Завершив професійну кар'єру футболіста виступами за команду «Геньон» у 2003 році

## Виступи за збірну
1987 року дебютував в офіційних матчах у складі національної збірної Сенегалу. Протягом кар'єри у національній команді, яка тривала 16 років, провів у формі головної команди країни 36 матчів, забивши 14 голів.
У складі збірної був учасником чемпіонату світу 2002 року в Японії і Південній Кореї, а також Кубка африканських націй 2002 року у Малі, де разом з командою здобув «срібло».

## Кар'єра тренера
Розпочав тренерську кар'єру, повернувшись до футболу після невеликої перерви, 2007 року, очоливши тренерський штаб сенегальського клубу «Лінгер».
Протягом 2009–2012 років очолював тренерський штаб збірної Сенегалу, на чолі якого готував національну команду до Кубка африканських націй 2012 року, що відбувся в Габоні та Екваторіальній Гвінеї.
З 2013 року очолює тренерський штаб гвінейської команди «Калум Стар».

## Титули і досягнення
- Володар Кубка французької ліги: 1999-2000
- Срібний призер Кубка африканських націй: 2002